# Liste der Hochschulen in Dnipro
Die Liste der Hochschulen in Dnipro ist eine Aufzählung der Hochschulen, Akademien und Institute in der ukrainischen Stadt Dnipro:
| Bezeichnung                                                                          | ukrainisch                                                           | Gründung     | Weblink        |
| ------------------------------------------------------------------------------------ | -------------------------------------------------------------------- | ------------ | -------------- |
| Nationale Oles-Hontschar-Universität Dnipro (DNU/ДНУ)                                | Дніпровський національний університет імені Олеся Гончара            | 1918         | dnu.dp.ua      |
| Nationale Technische Universität „Dniproer Polytechnikum“ (NTU "DP"/НТУ «ДП»)        | Національний технічний університет «Дніпровська політехніка»         | 1899         | nmu.org.ua/en/ |
| Staatliche Universität für Agrarwissenschaften Dnipro (DGAU/ДГАУ)                    | Дніпровський державний аграрно-економічний університет               | 1922         | dsau.dp.ua     |
| Alfred-Nobel-Universität Dnipro                                                      | Дніпровський університет імені Альфреда Нобеля                       | 1993(?)      | duep.edu       |
| Nationale Universität für Eisenbahn- und Schienenverkehr (ДНУЖТ)                     | Дніпропетровський національний університет залізничного транспорту   | 1930         | diit.edu.ua    |
| Staatliches Institut für Ausbildung und Umschulung von Industriepersonal (GIPO/ГИПО) | Державний інститут підготовки та перепідготовки кадрів промисловості |              | gipo.dp.ua     |
| Universität für Zoll und Finanzen                                                    | Дніпровська державна фінансова академія                              | 1996         | umsf.dp.uk     |
| Ukrainische staatliche Chemisch-Technologische Universität (UDHTU/УГХТУ)             | Український державний хіміко-технологічний університет               | 15. Mai 1930 | udhtu.com.ua   |
| Interregionale Akademie für Personalmanagement Dnipro (MAUP/МАУП)                    |                                                                      | 1998(?)      | maup.dp.ua     |
| Nationale Metallurgische Akademie Dnipro (NMetAU/НМетАУ)                             | Національна металургійна академія України                            | 1899         | dmeti.dp.ua    |
| Pridneprowsker Staatliche Akademie für Bau und Architektur (PDABA/ПДАБА)             | Придніпровська державна академія будівництва та архітектури          | 1930         | pgasa.dp.ua    |
| Dniproer Staatliche Universität für Innere Angelegenheiten (DDUWS/ДДУВС)             | Дніпровський державний університет внутрішніх справ                  | 1966         | dduvs.dp.ua    |
| Regionales Institut für Öffentliche Verwaltung Dnipro (DRIDU/ДРІДУ)                  | Дніпровський регіональний інститут державного управління             | 1993 (?)     | dbuapa.dp.ua   |
| Staatliche Medizinische Akademie des Gesundheitsministeriums der Ukraine             | Дніпропетровська медична академія МОЗ України                        | 1916         | dsma.dp.ua     |
| Humanistische Universität Dnipro                                                     | Дніпровський гуманітарний університет                                |              | dgu.com.ua     |
| Interregionale Akademie für Wirtschaft und Recht                                     | Міжрегіональна академія бізнесу та права                             |              |                |
| Staatliches Institut für Körperkultur und Sport Dnipro                               | Дніпровський державний інститут фізичної культури і спорту           | 1980         | dinfiz.com.ua  |